# Karl Wittenberg
Karl Wittenberg   ( - segle XX) va ser un nedador alemany que va competir durant les dècades de 1920 i 1930.
En el seu palmarès destaca la medalla de plata en els 200 metres braça del Campionat d'Europa de 1931 i el campionats nacional de la mateixa distància del mateix any.